# 루이나이웨이
루이나이웨이(중국어 간체자: 芮迺伟, 정체자: 芮迺偉, 병음: Ruì Nǎiwěi, 한자음: 예내위, 1963년 12월 28일 ~ )는 중화인민공화국의 프로 바둑기사이다. 1999년부터 2011년까지 대한민국에서 남편 장주주 9단과 함께 한국기원 소속 기사로 활동하였다. 그는 세계 최고의 여성 바둑기사로 여겨지며, 주요 남녀혼합 바둑 기전에서 우승한 경력이 있는 여성 바둑기사이다.

## 생애
루이나이웨이는 중국 상하이시에서 태어났다. 그녀와 그녀의 남편 장주주는 1999년부터 2011년까지 대한민국 서울특별시에 거주하면서, 한국기원 소속의 기사로 한국 국내와 국외의 바둑기전에 활발히 참여하였다.
1975년에 11살의 나이에 처음 바둑을 시작하여 1985년에 중국기원의 프로기사가 되었다. 1988년에 여자로써는 세계 최초로 9단에 올랐다.
중국기원과의 불화로 1989년 이후 일본으로 건너갔지만, 일본기원은 그가 일본 프로 기전에 참가하도록 잘 허락해주지 않았다. 오청원의 문하에서 배웠다. 그러나 1992년에는 잉창지배의 준결승까지 진출하였으며, 같은 대회에 초청받은 당시 미국에서 생활하던 오랜 연인이었던 장주주와 함께 살기 위해 혼인신고를 하여 부부가 되었다. 이후 미국으로 망명하여 수 년 동안 샌프란시스코에서 남편과 함께 거주하였다. 이 때에 드라마 올인의 실재 인물인 프로 바둑기사이자 포커선수인 차민수 4단과 교류하며 친분을 쌓았다. (당시 월드 와이드 웹이 잘 발달되지 않았을 때, 미국 PC통신에서 두 기사가 대국을 하면 많은 이들이 동시접속을 하여 구경하였다고 한다.) 이후 마침내 조훈현 9단의 도움으로 한국으로 건너가게 되어 한국 내 모든 여성 기전을 석권하였다. 그는 한국 내의 주요 바둑기전 중 하나인 1999년 제43회 국수전에서, 조훈현 9단을 누르고 최초의 외국인이자 최초의 여성 기사로 국수에 등극하기도 하였다. 12년 8개월간 한국기원에서 활약하면서 여섯 차례 모든 여류 기전을 싹쓸이하는 등 통산 27회의 여류 기전 우승 및 국수(1999)와 맥심컵(2004)을 포함하여 29개의 타이틀을 차지하였다. 이후 마침내 중국기원과의 관계가 정상화되어 2011년 11월30일자로 한국기원을 퇴직하고 무려 21년 만에 남편과 함께 고국으로 돌아가 상하이기원으로 복귀하였다.

## 기풍.평가
- 루이나이웨이의 기풍은 극도로 공격적인 것을 특징으로 한다고 알려져 있다.
- 바둑 역사상 최초이자 역대 최강의 여자 9단인 동시에, 중국 및 한국 여자 바둑의 지도자적 인물이라 평가받고 있다.[4]

## 저서
- 루이나이웨이(전수정 옮김), 《우리 집은 어디인가 1,2》, 마음산책(2003), ISBN 89-89351-33-2
- 江铸久，芮乃伟, 《风中的旅人》, 书海(2008), ISBN 7-80550-778-3